# Маршфилд (Массачусетс)
Маршфилд (англ. Marshfield) — город в штате Массачусетс, США. В 2020 году его население составляло 25 825 жителя.

## История

### Поселение паломников
Маршфилд — ранний город паломников, первоначально входивший в состав «Новой колонии Нью-Плимот в Новой Англии», основанной в 1620 году.
Маршфилд был основан как отдельное поселение в 1632 году Эдвардом Уинслоу, паломником из Мэйфлауэра, который стал губернатором Плимутской колонии. Эдвард Уинслоу был третьим лицом, подписавшим Мэйфлауэрский договор .

## Демография
| 2010   | 1 апреля 2020 |
| ------ | ------------- |
| 25 132 | ↗25 825       |